# Prijanovići (Požega)
Prijanovići (em cirílico: Пријановићи) é uma vila da Sérvia localizada no município de Požega, pertencente ao distrito de Zlatibor, na região de Stari Vlah. A sua população era de 393 habitantes segundo o censo de 2011.

## Demografia
| 1948 | 1953 | 1961 | 1971 | 1981 | 1991 | 2002 | 2011 |
| ---- | ---- | ---- | ---- | ---- | ---- | ---- | ---- |
| 601  | 624  | 637  | 544  | 550  | 472  | 446  | 393  |